# Semiha Es
Semiha Es, née en 1912 et morte le 11 décembre 2012, est une femme photographe de guerre turque, la première du genre dans son pays.

## Jeunesse
Semiha Es naît dans la famille modeste de Bekir et sa femme Lütfiye dans le quartier de Vefa (district de Fatih) à Istanbul en 1912, ; elle a une sœur. À l’âge de quinze ans, elle travaille comme standardiste dans une compagnie de téléphone pour subvenir aux besoins financiers de sa famille. Lors d'une inscription à un concours de beauté, alors qu'elle est encore mineure, elle rencontre Hikmet Feridun Es (tr), un célèbre journaliste turc. Elle s'enfuit et l'épouse après avoir appris que ses parents étaient prêts à la donner en mariage à quelqu'un qu'elle ne connaissait pas.

## Carrière
Semiha Es ressent un profond ennui quand son mari est de temps en temps en déplacement journalistique. Il décide de lui apprendre à prendre des photos pour qu'elle puisse l'accompagner lors de ses voyages. Leur première collaboration a lieu à Hollywood, en Californie. Elle prend des photos pendant que son mari interviewe les célébrités de l'époque, parmi lesquelles le futur président américain Ronald Reagan.
Elle accompagne son époux lorsqu'il est envoyé en Corée comme correspondant de guerre par le quotidien Hürriyet pour rendre compte de l'implication de la brigade turque dans la guerre de Corée entre 1950 et 1953. Elle sert comme photographe de guerre : elle est cinq jours par semaine au front en uniforme militaire, passant les week-ends à Tokyo, au Japon, où le couple est transporté par avion militaire. Ses photos commencent à être publiées dans le journal à partir du 5 novembre 1950. Cependant, il est révélé plus tard que seules certaines de ses photographies ont été réellement publiées, celles qui montrent l'héroïsme des soldats. En revanche, les photos reflétant la tragédie de la guerre ont été délibérément supprimées,. Semiha Es devient ainsi la première femme photographe de guerre de Turquie,,. Elle couvre ensuite la guerre du Vietnam pendant cinq ans, et se souvient qu'elle a vécu ce conflit comme étant plus horrible que la guerre de Corée.
Elle a pris également des photos pour le journal alors qu'elle voyageait à travers le monde avec son conjoint.

## Dernières années et mort
Semiha Es perd son mari en 1992 et vit ses dernières années dans la solitude car ils n'ont pas eu d'enfants. L'histoire de sa vie est racontée dans un film documentaire intitulé Nisvan-Tarihe Adını Yazdıran Kadınlar (Nisvan : les femmes qui ont fait leur marque).
Elle meurt à l'âge de 100 ans à son domicile de Balmumcu (district de Beşiktaş) à Istanbul le 11 décembre 2012. Elle est enterrée au cimetière de Zincirlikuyu aux côtés de son mari.

## Héritage
Le 28 novembre 2013, un symposium international, le Semiha Es - Women Photographers International Symposium, est organisé par l'université Sabancı (en) pour la commémorer. Lors de l'événement, la pianiste de concert Ayşe Tütüncü (tr) interprète son œuvre musicale intitulée Second Eye: Women Photographers in Turkey.